# Tarnowskie Towarzystwo Fotograficzne
Tarnowskie Towarzystwo Fotograficzne – jedno z najstarszych stowarzyszeń fotograficznych w Polsce. Założone 18 lutego 1932 roku, pod nazwą Tarnowskie Towarzystwo Miłośników Fotografii. Od 13 stycznia 1977 funkcjonuje pod obecną nazwą. Członek zbiorowy Fotoklubu Rzeczypospolitej Polskiej Stowarzyszenia Twórców.